# Serra de Santa Llúcia de Trenteres
La Serra de Santa Llúcia de Trenteres és una serra situada al municipi de Santa Pau a la comarca de la Garrotxa, amb una elevació màxima de 678 metres.